# Zenit Kazań w europejskich pucharach
Zenit Kazań w europejskich pucharach występował w trakcie czternastu sezonów. Po raz pierwszy w europejskich rozgrywkach wziął udział w sezonie 2004/2005, startując w Pucharze CEV.
Zenit Kazań sześciokrotnie wygrywał Ligę Mistrzów, w tym czterokrotnie z rzędu (od sezonu 2014/2015 do sezonu 2017/2018). W sezonach 2016/2017 i 2017/2018 wygrał wszystkie spotkania. W sezonie 2017/2018 był gospodarzem turnieju finałowego Ligi Mistrzów. 

## Lista spotkań w europejskich pucharach

### Puchar CEV 2004/2005
| Runda       | Data       | Miejsce spotkania | Przeciwnik              | Wynik spotkania                  |
| ----------- | ---------- | ----------------- | ----------------------- | -------------------------------- |
| 1/8 finału  | 09.12.2004 | Kazań             | Stade Poitevin Poitiers | 3:0 (26:24, 25:21, 25:21)        |
| 1/8 finału  | 15.12.2004 | Poitiers          | Stade Poitevin Poitiers | 3:0 (25:20, 27:25, 25:22)        |
| Ćwierćfinał | 05.01.2005 | Kazań             | Tourcoing LM            | 3:1 (25:18, 25:17, 19:25, 25:22) |
| Ćwierćfinał | 11.01.2005 | Tourcoing         | Tourcoing LM            | 0:3 (21:25, 21:25, 23:25)        |

### Puchar Top Teams 2005/2006
| Runda                   | Data       | Miejsce spotkania | Przeciwnik           | Wynik spotkania                         |
| ----------------------- | ---------- | ----------------- | -------------------- | --------------------------------------- |
| II runda kwalifikacyjna | 07.10.2005 | Pielavesi         | VŠK Púchov           | 3:0 (25:17, 25:17, 25:18)               |
| II runda kwalifikacyjna | 08.10.2005 | Pielavesi         | Kamunalnik Grodno    | 3:0 (25:19, 25:12, 25:22)               |
| II runda kwalifikacyjna | 09.10.2005 | Pielavesi         | Pielaveden Sampo     | 3:0 (25:12, 25:16, 25:15)               |
| Faza grupowa            | 26.10.2005 | Kazań             | Panathinaikos AO     | 2:3 (25:27, 25:23, 21:25, 29:27, 13:15) |
| Faza grupowa            | 02.11.2005 | Ereğli            | Erdemirspor          | 3:1 (25:21, 17:25, 25:17, 25:21)        |
| Faza grupowa            | 09.11.2005 | Kazań             | Copra Berni Piacenza | 3:1 (25:16, 20:25, 26:24, 32:30)        |
| Faza grupowa            | 08.12.2005 | Piacenza          | Copra Berni Piacenza | 0:3 (16:25, 23:25, 17:25)               |
| Faza grupowa            | 14.12.2005 | Kazań             | Erdemirspor          | 3:0 (25:16, 25:18, 25:17)               |
| Faza grupowa            | 21.12.2005 | Ateny             | Panathinaikos AO     | 0:3 (18:25, 23:25, 18:25)               |

### Liga Mistrzów 2007/2008
| Runda                    | Data       | Miejsce spotkania | Przeciwnik               | Wynik spotkania                         |
| ------------------------ | ---------- | ----------------- | ------------------------ | --------------------------------------- |
| Faza grupowa             | 16.10.2007 | Kazań             | Unicaja Arukasur Almería | 3:1 (24:26, 25:20, 25:16, 25:21)        |
| Faza grupowa             | 24.10.2007 | Pireus            | Olympiakos SFP           | 3:0 (25:18, 25:19, 25:23)               |
| Faza grupowa             | 12.12.2007 | Kazań             | VfB Friedrichshafen      | 3:2 (25:22, 23:25, 24:26, 25:22, 15:9)  |
| Faza grupowa             | 19.12.2007 | Friedrichshafen   | VfB Friedrichshafen      | 3:1 (25:21, 20:25, 25:15, 26:24)        |
| Faza grupowa             | 23.01.2008 | Kazań             | Olympiakos SFP           | 3:2 (25:19, 22:25, 25:19, 22:25, 15:13) |
| Faza grupowa             | 30.01.2008 | Almería           | Unicaja Arukasur Almería | 2:3 (25:21, 19:25, 21:25, 25:19, 16:18) |
| Faza play-off - 1. runda | 12.02.2008 | Kazań             | Jastrzębski Węgiel       | 3:0 (25:17, 25:20, 25:18)               |
| Faza play-off - 1. runda | 20.02.2008 | Jastrzębie-Zdrój  | Jastrzębski Węgiel       | 2:3 (16:25, 25:17, 22:25, 25:19, 12:15) |
| Faza play-off - 2. runda | 04.03.2008 | Kazań             | AS Cannes                | 3:0 (25:21, 26:24, 28:26)               |
| Faza play-off - 2. runda | 12.03.2008 | Cannes            | AS Cannes                | 3:1 (18:25, 25:22, 25:23, 25:19)        |
| Półfinał                 | 29.03.2008 | Łódź              | PGE Skra Bełchatów       | 3:2 (25:21, 25:16, 18:25, 20:25, 15:12) |
| Finał                    | 30.03.2008 | Łódź              | Copra Berni Piacenza     | 3:2 (19:25, 26:24, 18:25, 25:17, 15:10) |

### Liga Mistrzów 2008/2009
| Runda                    | Data       | Miejsce spotkania | Przeciwnik                   | Wynik spotkania                         |
| ------------------------ | ---------- | ----------------- | ---------------------------- | --------------------------------------- |
| Faza grupowa             | 06.11.2008 | Apeldoorn         | Piet Zoomers/D Apeldoorn     | 3:0 (25:18, 25:18, 25:21)               |
| Faza grupowa             | 12.11.2008 | Kazań             | Paris Volley                 | 3:0 (25:23, 25:23, 25:21)               |
| Faza grupowa             | 10.12.2008 | Piacenza          | Copra Nordmeccanica Piacenza | 1:3 (25:22, 23:25, 22:25, 22:25)        |
| Faza grupowa             | 18.12.2008 | Kazań             | Copra Nordmeccanica Piacenza | 3:2 (16:25, 26:24, 25:23, 19:25, 15:13) |
| Faza grupowa             | 13.01.2009 | Paryż             | Paris Volley                 | 1:3 (24:26, 20:25, 25:18, 18:25)        |
| Faza grupowa             | 21.01.2009 | Kazań             | Piet Zoomers/D Apeldoorn     | 3:1 (25:13, 25:19, 24:26, 25:20)        |
| Faza play-off - 1. runda | 12.02.2009 | Lublana           | ACH Volley Bled              | 3:2 (30:28, 31:33, 19:25, 25:13, 15:10) |
| Faza play-off - 1. runda | 18.02.2009 | Kazań             | ACH Volley Bled              | 3:0 (25:18, 25:20, 25:19)               |
| Faza play-off - 2. runda | 04.03.2009 | Macerata          | Lube Banca Marche Macerata   | 0:3 (24:26, 18:25, 20:25)               |
| Faza play-off - 2. runda | 11.03.2009 | Kazań             | Lube Banca Marche Macerata   | 3:2 (20:25, 25:23, 23:25, 25:20, 15:11) |

### Liga Mistrzów 2009/2010
| Runda                    | Data       | Miejsce spotkania | Przeciwnik      | Wynik spotkania                        |
| ------------------------ | ---------- | ----------------- | --------------- | -------------------------------------- |
| Faza grupowa             | 02.12.2009 | Kazań             | CSKA Sofia      | 3:1 (24:26, 25:23, 25:18, 25:17)       |
| Faza grupowa             | 10.12.2009 | Almería           | Unicaja Almería | 3:0 (25:14, 25:20, 25:16)              |
| Faza grupowa             | 16.12.2009 | Kazań             | Tours VB        | 3:1 (21:25, 25:20, 25:19, 25:17)       |
| Faza grupowa             | 07.01.2010 | Tours             | Tours VB        | 3:1 (20:25, 27:25, 25:23, 25:23)       |
| Faza grupowa             | 13.01.2010 | Kazań             | Unicaja Almería | 3:0 (25:15, 25:20, 29:27)              |
| Faza grupowa             | 20.01.2010 | Samokow           | CSKA Sofia      | 1:3 (25:23, 19:25, 18:25, 23:25)       |
| Faza play-off - 1. runda | 10.02.2010 | Pireus            | Olympiakos SFP  | 1:3 (21:25, 25:20, 20:25, 19:25)       |
| Faza play-off - 1. runda | 17.02.2010 | Kazań             | Olympiakos SFP  | 3:2 (21:25, 25:20, 25:19, 27:29, 15:8) |

### Liga Mistrzów 2010/2011
| Runda                    | Data       | Miejsce spotkania | Przeciwnik         | Wynik spotkania                         |
| ------------------------ | ---------- | ----------------- | ------------------ | --------------------------------------- |
| Faza grupowa             | 16.11.2010 | Cannes            | AS Cannes          | 3:0 (25:22, 25:20, 25:21)               |
| Faza grupowa             | 24.11.2010 | Kazań             | Generali Haching   | 3:0 (25:14, 25:18, 25:21)               |
| Faza grupowa             | 08.12.2010 | Samokow           | CSKA Sofia         | 2:3 (23:25, 25:16, 23:25, 25:22, 10:15) |
| Faza grupowa             | 15.12.2010 | Kazań             | CSKA Sofia         | 3:0 (25:8, 25:19, 25:23)                |
| Faza grupowa             | 05.01.2011 | Unterhaching      | Generali Haching   | 3:2 (20:25, 25:23, 25:22, 22:25, 15:8)  |
| Faza grupowa             | 12.01.2011 | Kazań             | AS Cannes          | 2:3 (25:20, 23:25, 24:26, 25:19, 13:15) |
| Faza play-off - 1. runda | 02.02.2011 | Lublana           | ACH Volley Bled    | 3:0 (25:21, 25:18, 25:16)               |
| Faza play-off - 1. runda | 09.02.2011 | Kazań             | ACH Volley Bled    | 3:0 (25:17, 25:22, 25:18)               |
| Faza play-off - 2. runda | 02.03.2011 | Łódź              | PGE Skra Bełchatów | 3:2 (17:25, 29:27, 21:25, 25:17, 15:8)  |
| Faza play-off - 2. runda | 09.03.2011 | Kazań             | PGE Skra Bełchatów | 1:3 (22:25, 25:17, 23:25, 19:25)        |
| Faza play-off - 2. runda | 09.03.2011 | Kazań             | PGE Skra Bełchatów | złoty set: 15:11                        |
| Półfinał                 | 26.03.2011 | Bolzano           | Dinamo Moskwa      | 3:0 (26:24, 25:20, 25:21)               |
| Finał                    | 27.03.2011 | Bolzano           | Trentino BetClic   | 1:3 (17:25, 25:20, 23:25, 20:25)        |

### Liga Mistrzów 2011/2012
| Runda                    | Data       | Miejsce spotkania | Przeciwnik              | Wynik spotkania                         |
| ------------------------ | ---------- | ----------------- | ----------------------- | --------------------------------------- |
| Faza grupowa             | 19.10.2011 | Kazań             | VfB Friedrichshafen     | 3:0 (25:20, 25:23, 25:22)               |
| Faza grupowa             | 25.10.2011 | Baia Mare         | Remat Zalău             | 3:0 (25:22, 25:16, 25:22)               |
| Faza grupowa             | 14.12.2011 | Kazań             | VC Euphony Asse-Lennik  | 3:0 (25:21, 25:21, 25:18)               |
| Faza grupowa             | 20.12.2011 | Leuven            | VC Euphony Asse-Lennik  | 3:2 (25:21, 19:25, 25:12, 22:25, 16:14) |
| Faza grupowa             | 11.01.2012 | Kazań             | Remat Zalău             | 3:0 (25:21, 25:20, 25:20)               |
| Faza grupowa             | 18.01.2012 | Friedrichshafen   | VfB Friedrichshafen     | 2:3 (25:18, 18:25, 20:25, 25:21, 7:15)  |
| Faza play-off - 1. runda | 01.02.2012 | Poitiers          | Stade Poitevin Poitiers | 3:2 (25:20, 23:25, 22:25, 25:23, 15:12) |
| Faza play-off - 1. runda | 08.02.2012 | Kazań             | Stade Poitevin Poitiers | 3:0 (25:12, 25:23, 25:19)               |
| Faza play-off - 1. runda | 22.02.2012 | Kazań             | VfB Friedrichshafen     | 3:0 (25:17, 25:21, 25:18)               |
| Faza play-off - 1. runda | 28.02.2012 | Friedrichshafen   | VfB Friedrichshafen     | 3:0 (25:21, 25:21, 26:24)               |
| Półfinał                 | 17.03.2012 | Łódź              | Trentino PlanetWin365   | 3:1 (31:33, 25:20, 25:23, 25:17)        |
| Finał                    | 18.03.2012 | Łódź              | PGE Skra Bełchatów      | 3:2 (25:15, 16:25, 22:25, 26:24, 17:15) |

### Liga Mistrzów 2012/2013
| Runda                    | Data       | Miejsce spotkania | Przeciwnik                | Wynik spotkania                         |
| ------------------------ | ---------- | ----------------- | ------------------------- | --------------------------------------- |
| Faza grupowa             | 24.10.2012 | Kazań             | Knack Roeselare           | 3:0 (25:22, 25:18, 25:22)               |
| Faza grupowa             | 31.10.2012 | Friedrichshafen   | VfB Friedrichshafen       | 3:0 (25:17, 25:21, 25:22)               |
| Faza grupowa             | 14.11.2012 | Kazań             | Hypo Tirol Volleyballteam | 3:0 (25:10, 25:16, 34:32)               |
| Faza grupowa             | 21.11.2012 | Innsbruck         | Hypo Tirol Volleyballteam | 3:0 (25:23, 25:21, 25:17)               |
| Faza grupowa             | 05.12.2012 | Kazań             | VfB Friedrichshafen       | 3:0 (25:20, 25:17, 25:17)               |
| Faza grupowa             | 12.12.2012 | Roeselare         | Knack Roeselare           | 3:0 (25:17, 25:14, 28:26)               |
| Faza play-off - 1. runda | 16.01.2013 | Berlin            | Berlin Recycling Volleys  | 3:2 (27:25, 23:25, 17:25, 25:16, 18:16) |
| Faza play-off - 1. runda | 22.01.2013 | Kazań             | Berlin Recycling Volleys  | 3:2 (25:15, 21:25, 28:30, 25:13, 16:14) |
| Faza play-off - 2. runda | 06.02.2013 | Kazań             | Dinamo Moskwa             | 3:0 (25:19, 25:22, 25:18)               |
| Faza play-off - 2. runda | 13.02.2013 | Moskwa            | Dinamo Moskwa             | 3:0 (25:23, 25:18, 25:22)               |
| Półfinał                 | 16.03.2013 | Omsk              | Lokomotiw Nowosybirsk     | 2:3 (25:19, 20:25, 25:22, 16:25, 12:15) |
| Mecz o 3. miejsce        | 17.03.2013 | Omsk              | ZAKSA Kędzierzyn-Koźle    | 3:1 (25:22, 22:25, 25:20, 25:17)        |

### Liga Mistrzów 2013/2014
| Runda                    | Data       | Miejsce spotkania | Przeciwnik                        | Wynik spotkania                        |
| ------------------------ | ---------- | ----------------- | --------------------------------- | -------------------------------------- |
| Faza grupowa             | 22.10.2013 | Macerata          | Cucine Lube Banca Marche Macerata | 0:3 (25:27, 21:25, 22:25)              |
| Faza grupowa             | 30.10.2013 | Kazań             | Lokomotiw Nowosybirsk             | 3:1 (14:25, 25:13, 25:21, 25:19)       |
| Faza grupowa             | 06.11.2013 | Kazań             | SK Posojilnica Aich/Dob           | 3:1 (25:14, 19:25, 25:15, 25:19)       |
| Faza grupowa             | 03.12.2013 | Klagenfurt        | SK Posojilnica Aich/Dob           | 3:1 (20:25, 25:22, 25:13, 25:20)       |
| Faza grupowa             | 10.12.2013 | Nowosybirsk       | Lokomotiw Nowosybirsk             | 3:1 (25:23, 26:24, 21:25, 25:19)       |
| Faza grupowa             | 18.12.2013 | Kazań             | Cucine Lube Banca Marche Macerata | 3:2 (21:25, 24:26, 25:22, 25:23, 15:8) |
| Faza play-off - 1. runda | 16.01.2014 | Berlin            | Berlin Recycling Volleys          | 3:0 (25:20, 25:22, 25:20)              |
| Faza play-off - 1. runda | 21.01.2014 | Kazań             | Berlin Recycling Volleys          | 3:0 (25:11, 25:20, 25:23)              |
| Faza play-off - 2. runda | 06.02.2014 | Piacenza          | Copra Elior Piacenza              | 3:0 (25:23, 25:22, 25:22)              |
| Faza play-off - 2. runda | 12.02.2014 | Kazań             | Copra Elior Piacenza              | 3:0 (25:21, 25:20, 25:22)              |
| Półfinał                 | 22.03.2014 | Ankara            | Biełogorje Biełgorod              | 1:3 (19:25, 25:22, 18:25, 17:25)       |
| Mecz o 3. miejsce        | 23.03.2014 | Ankara            | Jastrzębski Węgiel                | 1:3 (21:25, 25:20, 17:25, 23:25)       |

### Liga Mistrzów 2014/2015
| Runda                    | Data       | Miejsce spotkania | Przeciwnik               | Wynik spotkania                         |
| ------------------------ | ---------- | ----------------- | ------------------------ | --------------------------------------- |
| Faza grupowa             | 05.11.2014 | Kazań             | VfB Friedrichshafen      | 3:0 (25:19, 25:18, 25:14)               |
| Faza grupowa             | 19.11.2014 | Pireus            | Olympiakos SFP           | 3:0 (28:26, 25:19, 25:20)               |
| Faza grupowa             | 03.12.2014 | Kazań             | SK Posojilnica Aich/Dob  | 3:0 (25:20, 25:14, 25:15)               |
| Faza grupowa             | 17.12.2014 | Klagenfurt        | SK Posojilnica Aich/Dob  | 3:0 (25:18, 25:23, 25:20)               |
| Faza grupowa             | 21.01.2015 | Kazań             | Olympiakos SFP           | 3:0 (25:20, 25:14, 25:19)               |
| Faza grupowa             | 27.01.2015 | Friedrichshafen   | VfB Friedrichshafen      | 3:0 (25:21, 25:22, 25:22)               |
| Faza play-off - 1. runda | 12.02.2015 | Piacenza          | Copra Piacenza           | 3:0 (25:22, 25:22, 25:19)               |
| Faza play-off - 1. runda | 19.02.2015 | Kazań             | Copra Piacenza           | 3:2 (25:13, 24:26, 25:14, 30:32, 15:10) |
| Faza play-off - 2. runda | 04.03.2015 | Kazań             | Halkbank                 | 3:0 (25:19, 25:18, 25:17)               |
| Faza play-off - 2. runda | 11.03.2015 | Ankara            | Halkbank                 | 2:3 (23:25, 25:17, 18:25, 25:23, 14:16) |
| Półfinał                 | 28.03.2015 | Berlin            | Berlin Recycling Volleys | 3:1 (26:24, 21:25, 25:22, 25:15)        |
| Finał                    | 29.03.2015 | Berlin            | Asseco Resovia Rzeszów   | 3:0 (25:22, 25:23, 25:21)               |

### Liga Mistrzów 2015/2016
| Runda                    | Data       | Miejsce spotkania | Przeciwnik                | Wynik spotkania                         |
| ------------------------ | ---------- | ----------------- | ------------------------- | --------------------------------------- |
| Faza grupowa             | 05.11.2015 | Innsbruck         | Hypo Tirol Volleyballteam | 3:0 (25:17, 25:22, 40:38)               |
| Faza grupowa             | 18.11.2015 | Kazań             | Budvanska Rivijera Budva  | 3:0 (25:20, 25:15, 25:19)               |
| Faza grupowa             | 02.12.2015 | Kazań             | Halkbank                  | 3:0 (25:23, 25:14, 25:16)               |
| Faza grupowa             | 16.12.2015 | Ankara            | Halkbank                  | 3:1 (21:25, 25:23, 25:21, 25:14)        |
| Faza grupowa             | 21.01.2016 | Budva             | Budvanska Rivijera Budva  | 3:0 (25:17, 25:16, 25:17)               |
| Faza grupowa             | 26.01.2016 | Kazań             | Hypo Tirol Volleyballteam | 3:0 (25:16, 25:22, 25:21)               |
| Faza play-off - 1. runda | 16.02.2016 | Gdańsk / Sopot    | Lotos Trefl Gdańsk        | 3:1 (25:19, 22:25, 25:17, 25:15)        |
| Faza play-off - 1. runda | 02.03.2016 | Kazań             | Lotos Trefl Gdańsk        | 3:0 (25:19, 25:16, 25:22)               |
| Faza play-off - 2. runda | 16.03.2016 | Kazań             | PGE Skra Bełchatów        | 2:3 (25:23, 25:21, 23:25, 25:27, 16:18) |
| Faza play-off - 2. runda | 24.03.2016 | Łódź              | PGE Skra Bełchatów        | 3:0 (25:19, 25:23, 25:19)               |
| Półfinał                 | 16.04.2016 | Kraków            | Asseco Resovia Rzeszów    | 3:1 (22:25, 26:24, 25:18, 25:21)        |
| Finał                    | 17.04.2016 | Kraków            | Diatec Trentino           | 3:2 (23:25, 22:25, 25:17, 27:25, 15:13) |

### Liga Mistrzów 2016/2017
| Runda                    | Data       | Miejsce spotkania | Przeciwnik                 | Wynik spotkania                  |
| ------------------------ | ---------- | ----------------- | -------------------------- | -------------------------------- |
| Faza grupowa             | 07.12.2016 | Izmir             | Arkas Spor Izmir           | 3:0 (25:14, 25:11, 25:17)        |
| Faza grupowa             | 21.12.2016 | Kazań             | Paris Volley               | 3:0 (25:17, 25:15, 25:21)        |
| Faza grupowa             | 18.01.2017 | Friedrichshafen   | VfB Friedrichshafen        | 3:1 (25:13, 23:25, 25:13, 25:21) |
| Faza grupowa             | 31.01.2017 | Kazań             | VfB Friedrichshafen        | 3:0 (25:18, 40:38, 25:17)        |
| Faza grupowa             | 15.02.2017 | Paryż             | Paris Volley               | 3:0 (25:19, 25:21, 25:20)        |
| Faza grupowa             | 01.03.2017 | Kazań             | Arkas Spor Izmir           | 3:0 (25:15, 26:24, 25:16)        |
| Faza play-off - 1. runda | 14.03.2017 | Roeselare         | Knack Roeselare            | 3:0 (25:23, 25:19, 25:18)        |
| Faza play-off - 1. runda | 22.03.2017 | Kazań             | Knack Roeselare            | 3:0 (25:19, 25:16, 25:20)        |
| Faza play-off - 2. runda | 04.04.2017 | Kazań             | Biełogorje Biełgorod       | 3:1 (25:14, 25:17, 23:25, 26:24) |
| Faza play-off - 2. runda | 13.04.2017 | Biełgorod         | Biełogorje Biełgorod       | 3:0 (25:22, 30:28, 25:21)        |
| Półfinał                 | 29.04.2017 | Rzym              | Berlin Recycling Volleys   | 3:0 (25:21, 25:22, 25:13)        |
| Finał                    | 30.04.2017 | Rzym              | Sir Sicoma Colussi Perugia | 3:0 (25:15, 25:23, 25:14)        |

### Liga Mistrzów 2017/2018
| Runda        | Data       | Miejsce spotkania | Przeciwnik                 | Wynik spotkania                         |
| ------------ | ---------- | ----------------- | -------------------------- | --------------------------------------- |
| Faza grupowa | 06.12.2017 | Tuluza            | Spacer’s de Toulouse       | 3:1 (29:31, 25:20, 25:23, 25:19)        |
| Faza grupowa | 21.12.2017 | Kazań             | Berlin Recycling Volleys   | 3:1 (25:20, 25:19, 25:27, 25:22)        |
| Faza grupowa | 16.01.2018 | Kazań             | Jastrzębski Węgiel         | 3:0 (25:13, 25:23, 25:12)               |
| Faza grupowa | 31.01.2018 | Jastrzębie-Zdrój  | Jastrzębski Węgiel         | 3:0 (26:24, 25:20, 25:18)               |
| Faza grupowa | 14.02.2018 | Berlin            | Berlin Recycling Volleys   | 3:1 (25:17, 25:20, 23:25, 25:23)        |
| Faza grupowa | 28.02.2018 | Kazań             | Spacer’s de Toulouse       | 3:0 (25:15, 25:10, 25:17)               |
| Półfinał     | 12.05.2018 | Kazań             | Sir Sicoma Colussi Perugia | 3:0 (25:22, 25:20, 25:20)               |
| Finał        | 13.05.2018 | Kazań             | Cucine Lube Civitanova     | 3:2 (29:27, 18:25, 23:25, 25:23, 17:15) |

### Liga Mistrzów 2018/2019
| Runda        | Data       | Miejsce spotkania   | Przeciwnik                 | Wynik spotkania                         |
| ------------ | ---------- | ------------------- | -------------------------- | --------------------------------------- |
| Faza grupowa | 21.11.2018 | Kazań               | United Volleys Frankfurt   | 3:0 (25:18, 25:17, 25:13)               |
| Faza grupowa | 20.12.2018 | Roeselare           | Knack Roeselare            | 3:1 (25:18, 20:25, 25:23, 25:19)        |
| Faza grupowa | 16.01.2019 | Ankara              | Halkbank                   | 3:1 (25:15, 25:18, 24:26, 25:22)        |
| Faza grupowa | 29.01.2019 | Kazań               | Knack Roeselare            | 3:1 (20:25, 25:18, 25:18, 25:20)        |
| Faza grupowa | 14.02.2019 | Frankfurt nad Menem | United Volleys Frankfurt   | 3:1 (25:19, 25:21, 23:25, 25:18)        |
| Faza grupowa | 27.02.2019 | Kazań               | Halkbank                   | 3:0 (25:14, 25:22, 28:26)               |
| Ćwierćfinał  | 13.03.2019 | Gdańsk / Sopot      | Trefl Gdańsk               | 3:2 (25:19, 23:25, 25:23, 23:25, 15:13) |
| Ćwierćfinał  | 19.03.2019 | Kazań               | Trefl Gdańsk               | 2:3 (23:25, 23:25, 25:23, 29:27, 15:17) |
| Ćwierćfinał  | 19.03.2019 | Kazań               | Trefl Gdańsk               | złoty set: 15:12                        |
| Półfinał     | 03.04.2019 | Perugia             | Sir Sicoma Colussi Perugia | 3:2 (25:22, 24:26, 27:25, 20:25, 15:13) |
| Półfinał     | 10.04.2019 | Kazań               | Sir Sicoma Colussi Perugia | 3:1 (22:25, 25:23, 25:23, 26:24)        |
| Finał        | 18.05.2019 | Berlin              | Cucine Lube Civitanova     | 1:3 (25:16, 15:25, 12:25, 19:25)        |

### Liga Mistrzów 2019/2020
| Runda        | Data       | Miejsce spotkania | Przeciwnik         | Wynik spotkania                         |
| ------------ | ---------- | ----------------- | ------------------ | --------------------------------------- |
| Faza grupowa | 11.12.2019 | Maaseik           | Greenyard Maaseik  | 2:3 (25:20, 25:18, 23:25, 22:25, 18:20) |
| Faza grupowa | 18.12.2019 | Ankara            | Halkbank Ankara    | 3:1 (24:26, 25:23, 25:20, 25:22)        |
| Faza grupowa | 18.01.2020 | Kazań             | Jastrzębski Węgiel | 2:3 (25:18, 16:25, 25:20, 22:25, 14:16) |
| Faza grupowa | 29.01.2020 | Kazań             | Greenyard Maaseik  | 3:0 (25:14, 25:10, 25:22)               |
| Faza grupowa | 12.02.2020 | Jastrzębie-Zdrój  | Jastrzębski Węgiel | 1:3 (18:25, 28:30, 25:19, 23:25)        |
| Faza grupowa | 19.02.2020 | Kazań             | Halkbank Ankara    | 3:1 (25:23, 23:25, 25:19, 25:15)        |

### Liga Mistrzów 2020/2021
| Runda        | Data       | Miejsce spotkania | Przeciwnik                         | Wynik spotkania                         |
| ------------ | ---------- | ----------------- | ---------------------------------- | --------------------------------------- |
| Faza grupowa | 08.12.2020 | Berlin            | Jastrzębski Węgiel                 | 3:0 (25:0, 25:0, 25:0)                  |
| Faza grupowa | 09.12.2020 | Berlin            | Berlin Recycling Volleys           | 3:0 (25:21, 25:19, 25:18)               |
| Faza grupowa | 10.12.2020 | Berlin            | ACH Volley Lublana                 | 3:1 (25:16, 19:25, 25:23, 28:26)        |
| Faza grupowa | 09.02.2021 | Kazań             | Jastrzębski Węgiel                 | 3:0 (25:0, 25:0, 25:0)                  |
| Faza grupowa | 10.02.2021 | Kazań             | Berlin Recycling Volleys           | 3:0 (25:18, 25:16, 25:14)               |
| Faza grupowa | 11.02.2021 | Kazań             | ACH Volley Lublana                 | 3:1 (25:21, 20:25, 25:20, 25:20)        |
| Ćwierćfinał  | 24.02.2021 | Bełchatów         | PGE Skra Bełchatów                 | 3:1 (25:23, 19:25, 25:23, 25:19)        |
| Ćwierćfinał  | 04.03.2021 | Kazań             | PGE Skra Bełchatów                 | 3:2 (22:25, 25:19, 25:17, 13:25, 15:12) |
| Półfinał     | 18.03.2021 | Kazań             | Grupa Azoty ZAKSA Kędzierzyn-Koźle | 2:3 (25:22, 25:22, 27:29, 22:25, 14:16) |
| Półfinał     | 24.03.2021 | Kędzierzyn-Koźle  | Grupa Azoty ZAKSA Kędzierzyn-Koźle | 3:2 (25:17, 16:25, 21:25, 30:28, 20:18) |
| Półfinał     | 24.03.2021 | Kędzierzyn-Koźle  | Grupa Azoty ZAKSA Kędzierzyn-Koźle | złoty set: 13:15                        |

### Puchar CEV 2021/2022
| Runda                | Data       | Miejsce spotkania | Przeciwnik                     | Wynik spotkania                  |
| -------------------- | ---------- | ----------------- | ------------------------------ | -------------------------------- |
| Runda kwalifikacyjna | 09.11.2021 | Tartu             | Bigbank Tartu                  | 3:1 (25:21, 25:18, 20:25, 25:23) |
| Runda kwalifikacyjna | 10.11.2021 | Tartu             | Bigbank Tartu                  | 3:0 (25:21, 25:17, 25:19)        |
| 1/16 finału          | 08.12.2021 | Kazań             | SK Zadruga Aich/Dob            | 3:0 (25:12, 25:18, 25:19)        |
| 1/16 finału          | 09.12.2021 | Kazań             | SK Zadruga Aich/Dob            | 3:0 (25:17, 25:23, 25:12)        |
| 1/8 finału           | 12.01.2022 | Kazań             | Active Living Orion Doetinchem | 3:0 (25:12, 25:19, 25:14)        |
| 1/8 finału           | 20.01.2022 | Doetinchem        | Active Living Orion Doetinchem | 3:0 (25:17, 25:12, 25:17)        |
| Ćwierćfinał          | 09.02.2022 | Kazań             | Kuzbass Kemerowo               | 3:0 (26:24, 25:17, 25:17)        |
| Ćwierćfinał          | 10.02.2022 | Kazań             | Kuzbass Kemerowo               | 3:1 (25:18, 25:13, 22:25, 25:14) |
| Półfinał             | 24.02.2022 | Monza             | Vero Volley Monza              | 3:1 (25:14, 25:20, 19:25, 25:19) |
| Półfinał             |            | Kazań             | Vero Volley Monza              | 0:3 (0:25, 0:25, 0:25)           |

## Bilans spotkań

### sezon po sezonie
| 2004/2005 | Puchar CEV       | Ćwierćfinał            | 4   | 3   | 1  | 13  | 9   | 4   |
| 2005/2006 | Puchar Top Teams | Faza grupowa           | 9   | 6   | 3  | 31  | 20  | 11  |
| 2007/2008 | Liga Mistrzów    | 1. miejsce             | 12  | 10  | 2  | 51  | 34  | 17  |
| 2008/2009 | Liga Mistrzów    | 2. runda fazy play-off | 10  | 7   | 3  | 39  | 23  | 16  |
| 2009/2010 | Liga Mistrzów    | 1. runda fazy play-off | 8   | 6   | 2  | 31  | 20  | 11  |
| 2010/2011 | Liga Mistrzów    | 2. miejsce             | 12  | 8   | 4  | 47  | 31  | 16  |
| 2011/2012 | Liga Mistrzów    | 1. miejsce             | 12  | 11  | 1  | 45  | 35  | 10  |
| 2012/2013 | Liga Mistrzów    | 3. miejsce             | 12  | 11  | 1  | 43  | 35  | 8   |
| 2013/2014 | Liga Mistrzów    | 4. miejsce             | 12  | 9   | 3  | 44  | 29  | 15  |
| 2014/2015 | Liga Mistrzów    | 1. miejsce             | 12  | 11  | 1  | 41  | 35  | 6   |
| 2015/2016 | Liga Mistrzów    | 1. miejsce             | 12  | 11  | 1  | 43  | 35  | 8   |
| 2016/2017 | Liga Mistrzów    | 1. miejsce             | 12  | 12  | 0  | 38  | 36  | 2   |
| 2017/2018 | Liga Mistrzów    | 1. miejsce             | 8   | 8   | 0  | 29  | 24  | 5   |
| 2018/2019 | Liga Mistrzów    | 2. miejsce             | 11  | 9   | 2  | 46  | 31  | 15  |
| Razem     | Razem            | Razem                  | 146 | 122 | 24 | 541 | 397 | 144 |

### według rozgrywek
| Liga Mistrzów          | 12 | 133 | 113 | 20 | 497 | 368 | 129 |
| Puchar Top Teams       | 1  | 9   | 6   | 3  | 31  | 20  | 11  |
| Puchar CEV (1980-2007) | 1  | 4   | 3   | 1  | 13  | 9   | 4   |
| Razem                  | 14 | 146 | 122 | 24 | 541 | 397 | 144 |